# Île Mount Adolphus
L'île Mont Adolphus, également appelée Muri ou Mori dans la langue locale, est une île de l’archipel des îles du détroit de Torrès, située à la pointe même de la péninsule du cap York sur le côté nord du canal Adolphus, en face de l’île Albany et à environ 40 kilomètres au nord-est de Bamaga dans la région de l’extrême nord du Queensland, en Australie.

## Géographie
L’île Mount Adolphus fait 4,4 kilomètres de long et 2,1 kilomètres de large à son point le plus large. Elle a une superficie de 6,74 kilomètres carrés. Elle est située à 10,1 kilomètres du continent australien. Le point le plus élevé de l’île est le mont Adolphus, dont le sommet plat culmine à l’altitude de 150 mètres au-dessus du niveau moyen de la mer. La côte ouest de l’île comporte une baie, Blackwood Bay.

## Historique
Le Djagaraga (aussi connu sous les noms de yadhaigana, dyagaraga et yagulleone) est des langues de la péninsule du cap York. La région linguistique comprend le pays à l’intérieur des limites des administrations locales du Conseil régional de la région de la péninsule du Nord. Traditionnellement, la langue était parlée à l’est du cap York, en particulier dans les localités de l’île Albany et de l’île Mount Adolphus.

## Naufrages
L'Aliquis, un navire dont le capitaine se nommait Gill et qui naviguait de Port Jackson à Calcutta, fut perdu dans le détroit de Torrès près de l’île Mount Adolphus en mai 1839. Aucune vie n’a été perdue. L’équipage a été secouru par le navire Argyle, qui reliait également Sydney à l’Inde.
Le RMS Quetta, un bateau à vapeur en acier de 3537 tonnes qui a été construit à Dumbarton en Écosse en 1881. Propriété de la British-India Steam Navigation Company et ayant pour capitaine Alfred Sanders, le navire reliait Brisbane à Londres. Il a coulé lorsqu’il a heurté une aiguille de corail inconnue dans le chenal de Mont Adolphus, le 28 février 1890. 133 vies ont été perdues et il y a eu 158 survivants. La roche submergée a déchiré six compartiments étanches de la coque, de la proue à la salle des machines. Les chauffeurs ont été tués sur le coup lorsque l’eau de mer se précipita sur les chaudières, les faisant exploser. Des hublots du pont inférieur ont éclaté sous la pression de l’eau et la mer a noyé les passagers endormis dans leurs couchettes. Pendant une demi-minute, le navire est resté suspendu à un angle de 45 degrés, puis il a glissé lentement sous la surface. Moins de cinq minutes après avoir heurté la roche, il avait disparu.